# Альбервиль (округ)
Альбервиль (фр. Albertville) — округ (фр. Arrondissement) во Франции, один из округов в регионе Рона — Альпы. Департамент округа — Савойя. Супрефектура — Альбервиль.
Население округа на 2006 год составляло 108 813 человек. Плотность населения составляет 44 чел./км². Площадь округа составляет всего 2466 км².
Кантоны округа:
- Альбервиль-1
- Альбервиль-2
- Южин
- Бур-Сен-Морис
- Мутье